# لينكي بوشوف
لينكي بوشوف (بالإنجليزية: Linky Boshoff)‏ مواليد 12 نوفمبر 1956، هي لاعبة كرة مضرب جنوب أفريقية بدأت مسيرتها كمحترفة سنة 1973. هي إحدى بطلات الجراند سلام.

## بطولات حققتها
- بطولة أمريكا المفتوحة للتنس

## بطولات الزوجي
| السنة | البطولة              | الشريك      | المنافس                     | النتيجة  |
| 1976  | أمريكا المفتوحة 1976 | إيلانا كلوس | أولغا موروزوفا فرجينيا وايد | 6–1, 6–4 |

## روابط خارجية
- لينكي بوشوف على موقع رابطة محترفات التنس (الإنجليزية)
- لينكي بوشوف على موقع الاتحاد الدولي لكرة المضرب (الإنجليزية)
- لينكي بوشوف على موقع كأس بيلي جين كينغ (الإنجليزية)
- لينكي بوشوف على موقع خلاصة التنس.كوم (الإنجليزية)